# Tour of Qinghai Lake 2023
Il Tour of Qinghai Lake 2023, ventiduesima edizione della competizione ciclistica e valido come evento dell'UCI ProSeries 2023 categoria 2.Pro, si svolse in otto tappe dal 9 al 16 luglio 2023 su un percorso di 1334 km, con partenza da Xining e arrivo a Chaka, in Cina. La vittoria fu appannaggio dell'eritreo Henok Mulubrhan, il quale completò il percorso in 31h14'57", alla media di 43,368 km/h, precedendo l'uruguaiano Eric Fagundez e l'italiano Davide Baldaccini.
Sul traguardo di Chaka 104 ciclisti, su 151 partiti da Xining, portarono a termine la competizione.

## Tappe
| Tappa  | Data      | Percorso           | km    | Vincitore di tappa  | Leader cl. generale |
| ------ | --------- | ------------------ | ----- | ------------------- | ------------------- |
| 1ª     | 9 luglio  | Xining > Xining    | 108,8 | Timothy Dupont      | Timothy Dupont      |
| 2ª     | 10 luglio | Duoba > Guide      | 132,4 | Nils Sinschek       | Nils Sinschek       |
| 3ª     | 11 luglio | Guide > Huzhu      | 201,1 | Davide Baldaccini   | Wilmar Paredes      |
| 4ª     | 12 luglio | Huzhu > Menyuan    | 188,7 | Frank van den Broek | Wilmar Paredes      |
| 5ª     | 13 luglio | Menyuan > Qilian   | 170   | Enrico Zanoncello   | Wilmar Paredes      |
| 6ª     | 14 luglio | Qilian > Xihaizhen | 206   | Attilio Viviani     | Wilmar Paredes      |
| 7ª     | 15 luglio | Xihaizhen > Gonghe | 127,3 | Henok Mulubrhan     | Eric Fagundez       |
| 8ª     | 16 luglio | Gonghe > Chaka     | 200,3 | Timothy Dupont      | Henok Mulubrhan     |
| Totale | Totale    | Totale             | 836,2 |                     |                     |

## Squadre e corridori partecipanti
Al via 22 formazioni, di cui 5 UCI ProTeam, 14 UCI Continental Team e 3 squadre nazionali.
| N.      | Cod. | Squadra                           |
| ------- | ---- | --------------------------------- |
| 1-7     | CGC  | China Glory Continental CT        |
| 11-17   | CHN  | Cina                              |
| 21-27   | MGL  | Mongolia                          |
| 31-36   | THA  | Thailandia                        |
| 41-47   | BEB  | Bolton Equities Black Spoke       |
| 51-57   | BBH  | Burgos-BH                         |
| 61-67   | COR  | Corratec Selle Italia             |
| 71-77   | EUS  | Euskaltel-Euskadi                 |
| 81-87   | GBF  | Green Project-BardianiCSF-Faizanè |
| 91-97   | ABC  | ABLOC CT                          |
| 101-107 | BDR  | Bodywrap LTwoo Cycling Team       |

| N.      | Cod. | Squadra                         |
| ------- | ---- | ------------------------------- |
| 111-117 | 7RP  | Roadbike Philippines            |
| 121-127 | LNS  | Li-Ning Star                    |
| 131-137 | NCT  | Nusantara Cycling Team          |
| 141-147 | SGO  | Shandong Green Orange CT        |
| 151-156 | XDS  | Shenzhen Xidesheng Cycling Team |
| 161-167 | STG  | ST George Continental CT        |
| 171-177 | TIS  | Tarteletto-Isorex               |
| 181-187 | TCR  | Team Coop-Repsol                |
| 191-197 | MED  | Team Medellín-EPM               |
| 201-207 | THT  | The Hurricane&Thunder CT        |
| 211-217 | TYD  | Tianyoude Hotel Cycling Team    |

## Dettagli delle tappe

### 1ª tappa
- 9 luglio: Xining > Xining - 108,8 km

Risultati
| Pos. | Corridore       | Squadra    | Tempo    |
| ---- | --------------- | ---------- | -------- |
| 1    | Timothy Dupont  | Tarteletto | 2h15'10" |
| 2    | Mārtiņš Pluto   | ABLOC      | s.t.     |
| 3    | Attilio Viviani | Corratec   | s.t.     |

| Pos. | Corridore      | Squadra    | Tempo    |
| ---- | -------------- | ---------- | -------- |
| 1    | Timothy Dupont | Tarteletto | 2h15'00" |
| 2    | Mārtiņš Pluto  | ABLOC      | a 4"     |
| 3    | Nils Sinschek  | ABLOC      | s.t.     |

### 2ª tappa
- 10 luglio: Duoba > Guide – 132,4 km

Risultati
| Pos. | Corridore      | Squadra  | Tempo    |
| ---- | -------------- | -------- | -------- |
| 1    | Nils Sinschek  | ABLOC    | 3h08'24" |
| 2    | Anton Stensby  | Coop     | a 3"     |
| 3    | Wilmar Paredes | Medellín | s.t.     |

| Pos. | Corridore      | Squadra  | Tempo    |
| ---- | -------------- | -------- | -------- |
| 1    | Nils Sinschek  | ABLOC    | 5h23'12" |
| 2    | Anton Stensby  | Coop     | a 15"    |
| 3    | Wilmar Paredes | Medellín | a 21"    |

### 3ª tappa
- 11 luglio: Guide > Huzhu – 201,1 km

Risultati
| Pos. | Corridore         | Squadra   | Tempo    |
| ---- | ----------------- | --------- | -------- |
| 1    | Davide Baldaccini | Corratec  | 5h17'56" |
| 2    | Eric Fagundez     | Burgos-BH | a 1"     |
| 3    | André Drege       | Coop      | a 8"     |

| Pos. | Corridore         | Squadra   | Tempo     |
| ---- | ----------------- | --------- | --------- |
| 1    | Wilmar Paredes    | Medellín  | 10h41'34" |
| 2    | Davide Baldaccini | Corratec  | a 36"     |
| 3    | Eric Fagundez     | Burgos-BH | a 41"     |

### 4ª tappa
- 12 luglio: Huzhu > Menyuan – 188,7 km

Risultati
| Pos. | Corridore           | Squadra    | Tempo    |
| ---- | ------------------- | ---------- | -------- |
| 1    | Frank van den Broek | ABLOC      | 4h40'50" |
| 2    | Stefano Gandin      | Corratec   | a 1'52"  |
| 3    | Timothy Dupont      | Tarteletto | a 2'40"  |

| Pos. | Corridore         | Squadra   | Tempo     |
| ---- | ----------------- | --------- | --------- |
| 1    | Wilmar Paredes    | Medellín  | 15h25'04" |
| 2    | Davide Baldaccini | Corratec  | a 36"     |
| 3    | Eric Fagundez     | Burgos-BH | a 41"     |

### 5ª tappa
- 13 luglio: Menyuan > Qilian – 170 km

Risultati
| Pos. | Corridore          | Squadra     | Tempo    |
| ---- | ------------------ | ----------- | -------- |
| 1    | Enrico Zanoncello  | Gr. Project | 4h03'06" |
| 2    | Andoni de Abetxuko | Euskaltel   | s.t.     |
| 3    | Jelle Johannink    | ABLOC       | s.t.     |

| Pos. | Corridore         | Squadra   | Tempo     |
| ---- | ----------------- | --------- | --------- |
| 1    | Wilmar Paredes    | Medellín  | 19h28'10" |
| 2    | Davide Baldaccini | Corratec  | a 36"     |
| 3    | Eric Fagundez     | Burgos-BH | a 41"     |

### 6ª tappa
- 14 luglio: Qilian > Xihaizhen – 206 km

Risultati
| Pos. | Corridore         | Squadra     | Tempo    |
| ---- | ----------------- | ----------- | -------- |
| 1    | Attilio Viviani   | Corratec    | 4h53'34" |
| 2    | Timothy Dupont    | Tarteletto  | s.t.     |
| 3    | Enrico Zanoncello | Gr. Project | s.t.     |

| Pos. | Corridore         | Squadra   | Tempo     |
| ---- | ----------------- | --------- | --------- |
| 1    | Wilmar Paredes    | Medellín  | 24h21'44" |
| 2    | Davide Baldaccini | Corratec  | a 36"     |
| 3    | Eric Fagundez     | Burgos-BH | a 41"     |

### 7ª tappa
- 15 luglio: Xihaizhen > Gonghe – 127,3 km

Risultati
| Pos. | Corridore       | Squadra     | Tempo    |
| ---- | --------------- | ----------- | -------- |
| 1    | Henok Mulubrhan | Gr. Project | 2h54'19" |
| 2    | M. Baasankhuu   | Mongolia    | s.t.     |
| 3    | Eric Fagundez   | Burgos-BH   | s.t.     |

| Pos. | Corridore       | Squadra     | Tempo     |
| ---- | --------------- | ----------- | --------- |
| 1    | Eric Fagundez   | Burgos-BH   | 27h16'40" |
| 2    | Henok Mulubrhan | Gr. Project | a 3"      |
| 3    | Mario Aparicio  | Burgos-BH   | a 1'08"   |

### 8ª tappa
- 16 luglio: Gonghe > Chaka – 200,3 km

Risultati
| Pos. | Corridore      | Squadra    | Tempo    |
| ---- | -------------- | ---------- | -------- |
| 1    | Timothy Dupont | Tarteletto | 3h57'50" |
| 2    | Victor Ocampo  | Medellín   | s.t.     |
| 3    | Luke Mudgway   | Bolton     | s.t.     |

| Pos. | Corridore         | Squadra     | Tempo     |
| ---- | ----------------- | ----------- | --------- |
| 1    | Henok Mulubrhan   | Gr. Project | 31h14'57" |
| 2    | Eric Fagundez     | Burgos-BH   | s.t.      |
| 3    | Davide Baldaccini | Corratec    | a 49"     |

## Evoluzione delle classifiche
| Tappa              | Vincitore           | Classifica generale Maglia gialla | Classifica a punti Maglia verde | Classifica scalatori Maglia a pois | Classifica migliore asiatico Maglia blu | Classifica a squadre              |
| ------------------ | ------------------- | --------------------------------- | ------------------------------- | ---------------------------------- | --------------------------------------- | --------------------------------- |
| 1ª                 | Timothy Dupont      | Timothy Dupont                    | Timothy Dupont                  | non assegnata                      | Thanakhan Chaiyasombat                  | Burgos-BH                         |
| 2ª                 | Nils Sinschek       | Nils Sinschek                     | Nils Sinschek                   | Wilmar Paredes                     | Xianjing Lyu                            | Team Coop-Repsol                  |
| 3ª                 | Davide Baldaccini   | Wilmar Paredes                    | Henok Mulubrhan                 | Alessio Nieri                      | Xianjing Lyu                            | Team Coop-Repsol                  |
| 4ª                 | Frank van den Broek | Wilmar Paredes                    | Henok Mulubrhan                 | Alessio Nieri                      | Xianjing Lyu                            | Team Coop-Repsol                  |
| 5ª                 | Enrico Zanoncello   | Wilmar Paredes                    | Henok Mulubrhan                 | Alessio Nieri                      | Xianjing Lyu                            | Team Coop-Repsol                  |
| 6ª                 | Attilio Viviani     | Wilmar Paredes                    | Henok Mulubrhan                 | Alessio Nieri                      | Xianjing Lyu                            | Team Coop-Repsol                  |
| 7ª                 | Henok Mulubrhan     | Eric Fagundez                     | Henok Mulubrhan                 | Alessio Nieri                      | Saeid Safarzadeh                        | Green Project-BardianiCSF-Faizanè |
| 8ª                 | Timothy Dupont      | Henok Mulubrhan                   | Henok Mulubrhan                 | Alessio Nieri                      | Saeid Safarzadeh                        | Green Project-BardianiCSF-Faizanè |
| Classifiche finali | Classifiche finali  | Henok Mulubrhan                   | Henok Mulubrhan                 | Alessio Nieri                      | Saeid Safarzadeh                        | Green Project-BardianiCSF-Faizanè |

Maglie indossate da altri ciclisti in caso di due o più maglie vinte
- Nella 2ª tappa Mārtiņš Pluto ha indossato la maglia verde al posto di Timothy Dupont.
- Nella 3ª tappa Henok Mulubrhan ha indossato la maglia verde al posto di Nils Sinschek.

## Classifiche finali

### Classifica generale - Maglia rossa
| Pos. | Corridore            | Squadra     | Tempo     |
| ---- | -------------------- | ----------- | --------- |
| 1    | Henok Mulubrhan      | Gr. Project | 31h14'57" |
| 2    | Eric Fagundez        | Burgos-BH   | s.t.      |
| 3    | Davide Baldaccini    | Corratec    | a 49"     |
| 4    | Marco Murgano        | Corratec    | a 1'02"   |
| 5    | Willie Smit          | China       | a 1'07"   |
| 6    | Mario Aparicio       | Burgos-BH   | s.t.      |
| 7    | C. B. Christophersen | Coop        | a 1'14"   |
| 8    | Magnus Wæhre         | Coop        | a 1'15"   |
| 9    | Josh Kench           | Bolton      | a 1'17"   |
| 10   | Óscar Sevilla        | Medellín    | a 1'24"   |

### Classifica a punti - Maglia verde
| Pos. | Corridore         | Squadra     | Punti |
| ---- | ----------------- | ----------- | ----- |
| 1    | Henok Mulubrhan   | Gr. Project | 75    |
| 2    | Timothy Dupont    | Tarteletto  | 69    |
| 3    | Luke Mudgway      | Bolton      | 58    |
| 4    | Enrico Zanoncello | Gr. Project | 54    |
| 5    | Martijn Rasenberg | ABLOC       | 53    |

### Classifica scalatori - Maglia a pois
| Pos. | Corridore         | Squadra     | Punti |
| ---- | ----------------- | ----------- | ----- |
| 1    | Alessio Nieri     | Gr. Project | 18    |
| 2    | Danny Osorio      | Medellín    | 15    |
| 3    | Henok Mulubrhan   | Gr. Project | 13    |
| 4    | Martijn Rasenberg | ABLOC       | 11    |
| 5    | Wilmar Paredes    | Medellín    | 10    |

### Classifica miglior asiatico - Maglia blu
| Pos. | Corridore        | Squadra      | Punti     |
| ---- | ---------------- | ------------ | --------- |
| 1    | Saeid Safarzadeh | Tianyoude    | 31h16'32" |
| 2    | Junqi Shao       | Li Ning Star | a 33'58"  |
| 3    | Yuheng Li        | Shenzhen     | a 43'31"  |
| 4    | Kuicheng Wang    | LTwoo        | a 49'25"  |
| 5    | B. Erdenebat     | Mongolia     | a 52'39"  |

### Classifica a squadre
| Pos. | Squadra                         | Tempo     |
| ---- | ------------------------------- | --------- |
| 1    | Gr. Project-BardianiCSF-Faizanè | 93h48'53" |
| 2    | Bolton Equities Black Spoke     | a 1'      |
| 3    | Team Coop-Repsol                | a 1'15"   |
| 4    | Team Medellín-EPM               | a 4'48"   |
| 5    | China Glory Continental CT      | a 6'57"   |